# Уго Рубіо
Уго Рубіо (ісп. Hugo Rubio, нар. 5 липня 1960, Талька) — чилійський футболіст, що грав на позиції нападника, зокрема за «Коло-Коло» та національну збірну Чилі.

## Клубна кар'єра
У дорослому футболі дебютував 1979 року виступами за команду «Рейнджерс» (Талька), в якій провів три сезони. 
Згодом з 1982 по 1986 рік грав за «Кобрелоа» та в Іспанії за «Малагу».
1986 року повернувся на батьківщину, уклавши контракт з «Коло-Коло». Відіграв за команду із Сантьяго наступні два сезони своєї ігрової кар'єри, після чого знову отримав запрошення з Європи, цього разу від італійської «Болоньї». Провів в Італії один сезон, регулярно отримуючи ігровий час, проте стати гравцем основного складу не зумів. Згодом сезон 1989/91 провів в оренді у швейцарському «Санкт-Галлені», після чого знову повернувся на батьківщину.
Протягом 1991–1996 років грав за «Коло-Коло» з перервою на виступи за «Уніон Еспаньйола» у 1994.

## Виступи за збірну
1984 року дебютував в офіційних матчах у складі національної збірної Чилі.
У складі збірної був учасником Кубка Америки 1987 року в Аргентині, де разом з командою здобув «срібло», а також домашнього Кубка Америки 1991 року, де чилійці здобули бронзові нагороди.
Загалом протягом восьмирічної кар'єри у національній команді провів у її формі 36 матчів, забивши 12 голів.

## Титули і досягнення
- Переможець Міжамериканського кубка (1):

«Коло-Коло»: 1991
- Переможець Рекопи Південної Америки (1):

«Коло-Коло»: 1992
- Срібний призер Кубка Америки: 1987
- Бронзовий призер Кубка Америки: 1991